# Valeri Legásov
Valeri Alekséyevich Legásov (en ruso Валерий Алексеевич Легасов; Tula, 1 de septiembre de 1936-Moscú, 27 de abril de 1988) fue un  científico soviético en el campo de la química inorgánica, miembro de la Academia de las Ciencias de la Unión Soviética.
Es famoso por su trabajo a cargo del comité de investigación del accidente de Chernóbil del 26 de abril de 1986. Se suicidó en el 27 de abril de 1988, justo dos años después, víctima de una depresión provocada por la exposición a la radiación, por la falta de reconocimiento internacional de la catástrofe y por la pérdida de vidas humanas en los trabajos para minimizar los efectos del accidente, sumado a que los archivos que dejó escondidos donde relata las disputas internas del asunto darían más curiosidad e intriga al público y a los científicos.

## Juventud
Valeri Legásov nació en Tula, ciudad de la Rusia soviética, el 1 de septiembre de 1936, en el seno de una familia obrera. Tras estudiar secundaria en Kursk asistió entre 1949 y 1954 a la escuela número 56 de Moscú, graduándose con medalla de oro.  Actualmente lleva su nombre, con un busto de bronce en la entrada.[cita requerida] Se casó con Margarita Mijáilovna y tuvo una hija, Inga Legásova.
En 1961 se graduó en la Facultad de Ingeniería Físico-química de la Universidad de Tecnología Química Dmitri Mendeléyev de Rusia, para al año siguiente unirse al Departamento de Física Molecular del Instituto Kurchátov de Energía Atómica. Se tituló kandidat (equivalente al posgraduado) en 1967, bajo supervisión de Isaak Kikóin, con una tesis sobre la síntesis de los compuestos de los gases nobles y sus propiedades. En 1972 fue investido doctor en Química, entrando a la Academia de las Ciencias de la URSS como miembro correspondiente en 1976.[cita requerida] Durante su docencia en el Instituto de Física y Tecnología de Moscú (1978-1983) se convirtió en miembro pleno de la Academia de las Ciencias, en el Departamento de Química Física y Tecnología de Materiales Inorgánicos.
Desde 1983 hasta su muerte trabajaría en el Departamento de Radioquímica y Tecnología Química en la Facultad de Química de la Universidad de Moscú, convirtiéndose en el mismo año en el Primer Subdirector de trabajo científico del Instituto Kurchátov.
Incluso antes del desastre de Chernóbil, Legásov era conocido por enfatizar la necesidad de aumentar la protección y métodos de seguridad para prevenir grandes catástrofes.

## Accidente de Chernóbil

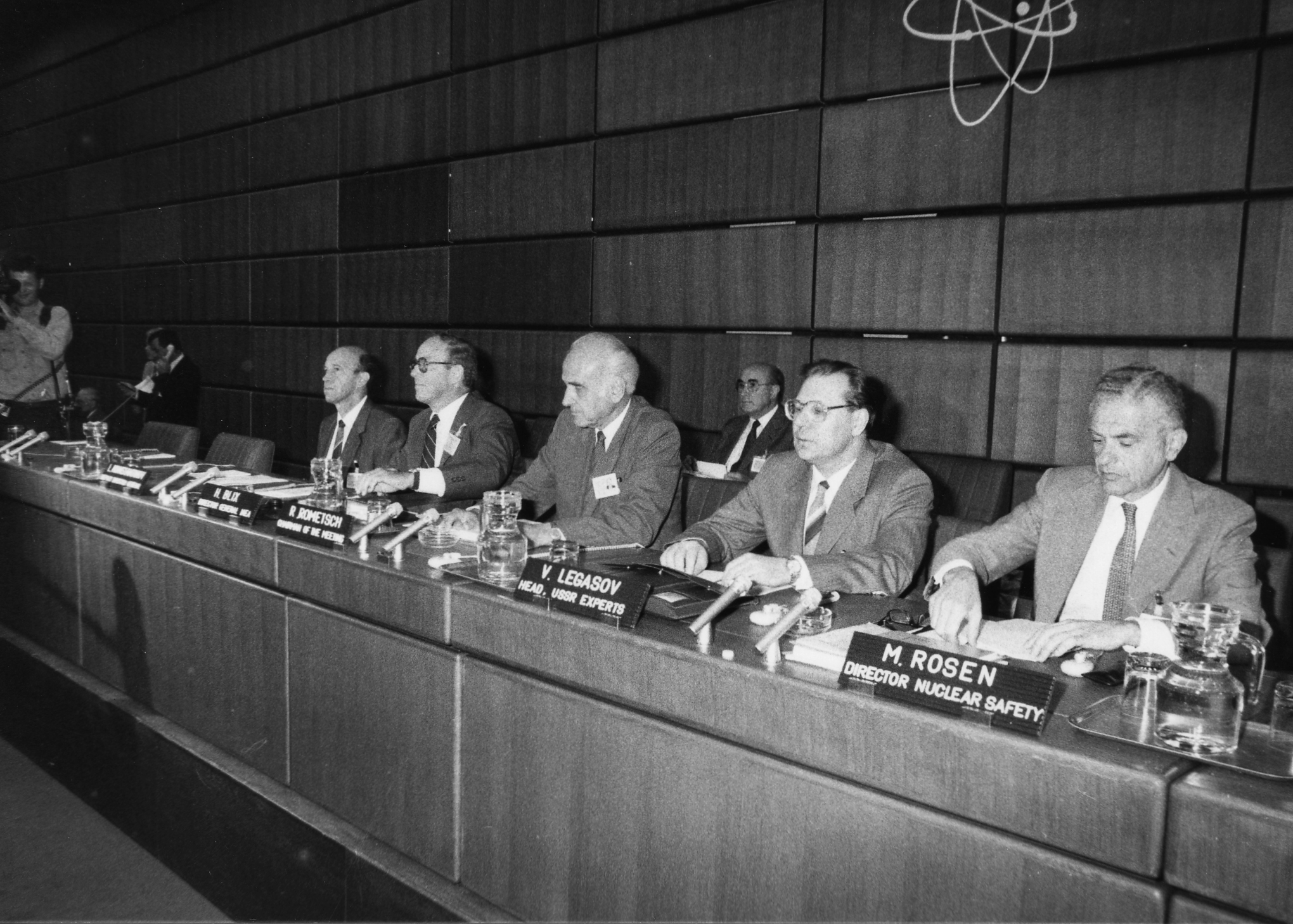
Imagen de una conferencia después del accidente de Chernóbil del 1986

Cuando ocurrió el accidente de Chernóbil, el 26 de abril de 1986, Valeri Legásov era el primer subdirector del Instituto Kurchátov, pasando a ser un miembro clave de la comisión gubernamental creada para investigar las causas del accidente y adoptar las medidas necesarias para minimizar sus efectos. Coordinó el informe que establecía las medidas necesarias para evitar la repetición de un accidente de similares consecuencias en reactores similares e informó al gobierno de la situación en la zona del desastre. Desde un primer momento alertó de la gravedad de la situación y sugirió la evacuación inmediata de la ciudad de Prípiat, algo que, sin embargo, tardaría casi dos días en llevarse a cabo.
En agosto de 1986 presentó el informe de la delegación soviética en la reunión extraordinaria de la Agencia Internacional de la Energía Atómica, celebrada en Viena, sobre el accidente de Chernóbil. El informe era absolutamente honesto en términos de la gravedad del accidente, algo que incomodó al gobierno soviético; finalmente el informe presentado en la reunión fue muy suavizado.
Por culpa de esto sufrió el veto en 1986 y 1987 al título de Héroe del Trabajo Socialista.

## Muerte
Al igual que los demás miembros de la comisión gubernamental, Valeri Legásov se expuso a altas dosis de radiación, lo que le provocó cáncer de pulmón. Especialmente grave fueron sus problemas de depresión, agravados por la falta de reconocimiento a su labor y la del resto de miembros de la Comisión, y con el continuo recuerdo de los «liquidadores», empujados por el Gobierno soviético a riesgos exagerados y en muchos casos a una muerte segura.
El 27 de abril de 1988, al cumplirse dos años de la catástrofe, Legásov se suicidó, ahorcándose en su domicilio. Antes de quitarse la vida, grabó en una cinta de audio información que ocultaron a la Agencia Internacional de la Energía Atómica el gobierno soviético y los demás implicados, atribuyendo en dicha grabación la culpabilidad a fallos de diseño de la central nuclear o señalando que se impedía a los operadores de las plantas nucleares soviéticas estar al tanto de los accidentes que habían ocurrido anteriormente en otras plantas. Para la realización de la película de televisión de la BBC Chernobyl Nuclear Disaster, donde su personaje aparece con gran relevancia, se hizo un análisis de dicha cinta de audio.
El 20 de septiembre de 1996, Borís Yeltsin concedió a Valeri Legásov a título póstumo la Estrella de Oro de Héroe de la Federación Rusa «por su valentía y heroísmo».

## En la cultura popular
Fue interpretado por Jared Harris en la miniserie Chernobyl de HBO y Sky.